# Ellipes
Ellipes is een geslacht van rechtvleugeligen uit de familie Tridactylidae. De wetenschappelijke naam van dit geslacht is voor het eerst geldig gepubliceerd in 1902 door Scudder.

## Soorten
Het geslacht Ellipes omvat de volgende soorten:
- Ellipes albicollatus Günther, 1977
- Ellipes albiterminatus Günther, 1977
- Ellipes alvarengai Günther, 1977
- Ellipes bellei Günther, 1977
- Ellipes brasiliensis Günther, 1980
- Ellipes californicus Günther, 1985
- Ellipes doesburgi Günther, 1977
- Ellipes eisneri Deyrup, 2005
- Ellipes elytrosignatus Günther, 1989
- Ellipes emarginatus Chopard, 1954
- Ellipes gambardellae Günther, 1977
- Ellipes gambardellai Günther, 1972
- Ellipes gurneyi Günther, 1977
- Ellipes guyanensis Salfi, 1935
- Ellipes helleri Günther, 1977
- Ellipes loretensis Günther, 1977
- Ellipes medius Günther, 1977
- Ellipes minimus Bruner, 1916
- Ellipes minuta Scudder, 1862
- Ellipes monticolus Günther, 1977
- Ellipes occidentalis Günther, 1977
- Ellipes paranamensis Günther, 1977
- Ellipes peruvianus Chopard, 1949
- Ellipes rostratus Hebard, 1928
- Ellipes trimaculatus Günther, 1977
- Ellipes undecimartus Günther, 1977
- Ellipes wagneri Chopard, 1920